# Venaco (fromage)
Pour les articles homonymes, voir Venaco (homonymie).
Venaco est une appellation fromagère française, produite en Corse. Elle tire son nom de son lieu de naissance, la commune de Venaco située au centre de l'île. Elle est produite dans l'aire de production de Venaco et des zones limitrophes, soit le canton de Venaco voire au-delà. 
C'est un fromage fermier. Il est aussi appelé Venachese (type Venaco en langue corse). Le Venachese est un des cinq types de fromage fermier pris en compte lors du "Concours régional du fromage fermier de Corse"  lors de la foire du fromage fermier "A fiera di U Casgiu" chaque année à Venaco, le premier week-end de mai.

## Fabrication
Le Venaco est un fromage à base de lait cru de brebis et de chèvre à pâte  molle à croûte lavée.
Il se présente sous la forme d'une tome carrée à bords arrondis de 12 cm de diamètre pour 3 à 5 cm d'épaisseur. La pâte molle est de couleur ivoire.
Son taux de matière grasse est indéterminé. Il est affiné  pendant 4 mois.

## le Muntanacciu
Il y a encore pas très longtemps, la transhumance se pratiquait entre plaine et montagne. C'était dans les bergeries en haut de la vallée du Verghellu (affluent du Vecchio) que se fabriquait durant les estives le Muntanacciu, un fromage de montagne qui doit son incomparable saveur à la flore, à l'emploi de présure naturelle, au tour de main ancestral des bergers à la vie saine et rude, à la maturation dans les grottes de montagne. Les bergers de Venaco détiennent en Corse dans ce domaine une suprématie incontestée.

## Dégustation
Il a une saveur douce et une forte odeur caprine ou ovine.

### Vins conseillés
- Vin de Corse rouge
- Pinot noir[1]
- Côte d'Auvergne rouge[1]
- Sancerre rouge[1]

### Saisons conseillées
Il est consommable toute l'année. 
Il était meilleur avec le lait de la transhumance. 

Une foire régionale du fromage, a Fiera di u Casgiu, se tient annuellement en juin au lieu-dit la piscine à Venaco.